# أول ثيودور جنسن مورتنسن
أول ثيودور جنسن مورتنسن (بالدنماركية: Theodor Mortensen؛ بالسويدية: Theodor Mortensen) هو عالم حيوانات دنماركي وسويدي، ولد في 22 فبراير 1868، وتوفي في 3 أبريل 1952.